# Family for Christmas
Family for Christmas (Brasil: Uma Família para o Natal) é um filme para a televisão canadense e estadunidense de comédia romântica de 2015, dirigida por Amanda Tapping e estrelada por Lacey Chabert e Tyron Leitso. Escrito por Bryar Freed, o filme é sobre uma mulher solteira de sucesso que, depois de conhecer um homem que se passa por Papai Noel durante sua festa de Natal no escritório, acorda na manhã seguinte para se encontrar casada com seu namorado da faculdade e mãe de duas filhas. O filme da televisão foi ao ar pela primeira vez em 11 de julho de 2015 no canal Hallmark.
A história deste filme é semelhante a The Family Man, filme de 2000, protagonizado por Nicolas Cage e Téa Leoni.

## Sinopse
Depois de expor uma organização de caridade corrupta, a jornalista investigativa de sucesso Hannah Dunbar (Lacey Chabert) é uma correspondente especial do departamento de Nova York de sua rede. Na festa de Natal da rede, sua promoção é anunciada e seu namorado carreirista a parabeniza por seu progresso. No dia seguinte, um homem vestido de Papai Noel chega ao seu escritório e fala com ela sobre as coisas que ela secretamente quer na vida. Naquela noite, em sua cobertura vazia, Hannah olha através de suas lembranças antigas e se lembra de seu antigo namorado do ensino médio, a quem ela amava.
Na manhã seguinte, Hannah acorda casada com seu namorado de faculdade, Ben Matthews (Tyron Leitso), em sua casa nos subúrbios com seus dois filhos e seu cachorro. Confusa, ela dirige para dentro da cidade e descobre que ninguém no trabalho sabe quem ela é, e que sua assistente é a grande repórter da rede. Depois de se encontrar com o Papai Noel, que a lembra de seu desejo e diz que ela precisa apenas "descobrir", ela retorna para sua "casa" para seu marido e filhos, que não entendem por que ela está agindo assim de forma estranha.
Enquanto Hannah se esforça para se encaixar em sua recém-descoberta vida familiar, ela gradualmente descobre quão especiais seus filhos são, e se lembra da centelha de amor que uma vez sentiu por seu marido. Ela almoça com Ben e tenta encorajá-lo a terminar o romance que ele começou na faculdade - mas ele não se arrepende de ter escolhido uma carreira em publicidade para sustentar sua família. Naquela noite, a família ajuda na escola preparando-se para o concurso de Natal. Na noite seguinte, no desfile, seus filhos encontram o mesmo Papai Noel que assegurou Hannah sobre seu desejo de Natal. Por acaso, a equipe de notícias do Channel 8 cobre o desfile e, quando a repórter principal é ferida em um pequeno acidente, Hannah pega o microfone e faz um relatório impressionante.
No dia seguinte, Hannah é contatada pelo Canal 8 e recebe um emprego na cidade como repórter. Quando ela conta a Ben sobre a perspectiva empolgante, ele fica preocupado com a notícia e lembra que, se ela tiver um emprego em tempo integral, não terá tempo para os filhos. Depois que Hannah passa um tempo quieta com seus filhos, Ben garante que, se o trabalho for realmente importante para ela, eles encontrarão um caminho. Naquela noite, Hannah recebe um telefonema do Channel 8 sobre seu trabalho de tirar o fôlego que ela tem a chance de receber. Eles a convidam para um jantar para discutir e garantir que ela aceitará o trabalho, então eles a lembram durante o telefonema que "a única coisa que você pode amar é a sua carreira". Hannah percebe que sua nova família que ela começou a amar mais e mais, é simplesmente mais importante do que o trabalho que ela está sendo oferecido.
Na manhã seguinte, Hannah acorda em sua cobertura alta e percebe que sua vida amorosa em família era apenas um sonho. Ela tenta recuperar sua vida familiar, mas ninguém a reconhece e um estranho mora na casa de sua família, desesperada de sua vida perdida, ela corre de novo para o Papai Noel e implora para que ele recupere sua vida familiar. Papai Noel, no entanto, diz a ela que isso não se tratava de mudar seu passado, mas de escolher seu futuro. Naquela noite na pista de gelo, ela se encontra com seu antigo namorado Ben, e eles se reúnem pela primeira vez em dez anos. Ele a convida para tomar café e os dois saem de braços dados em direção ao futuro juntos.

## Elenco
- Lacey Chabert como Hanna Dunbar
- Tyron Leitso como Ben Matthews
- Laura Adkin como Mary Beth Harvey
- Matthew Kevin Anderson como Grant Walker
- Allyson Grant	como mãe com o carrinho de passeio
- Aaron Hutchinson como homem suburbano
- James Kirk como Carl Oxley
- Keith MacKechnie como Papai Noel
- Michael Meneer como âncora
- Lee Tichon como guarda de segurança
- Jill Morrison como Tammy Frink
- Audrey Smallman como Hallie Matthews
- Milli Wilkinson como Caitlin Matthews
- Brittney Wilson como Carrie Garrett